# 千田愛紗
千田愛紗（1982年11月8日—），日本藝人，藝名愛紗，出生於日本沖繩縣宜野灣市。畢業於宜野灣市立大謝名小學校、宜野灣市立真志喜中學校。
千田愛紗在日本是童星，8歲時進入表演學校，13歲時參加過電視節目錄影。
2000年，愛紗到台灣參加《超級星期天》的美少女選拔大賽，比賽結束後2001年與佐藤麻衣、高原朋子、五島千佳組成四人女子團體 Sunday Girls。2002年團體解散。愛紗繼續留在台灣發展演藝事業並主持節目、演戲朝多元化發展。2007年愛紗成為嘻哈團體大嘴巴的主唱。

## 個人生活
2016年4月15日愛紗在臉書宣布與小5歲的模特兒男友周洺甫登記結婚，但於2019年2月12日在臺北市萬華戶政事務所登記離婚。

## 經歷
- 在演藝學校期間屬校內組織B.B.WAVES（日语：B.B.WAVES）[5][6]
- 2000年8月，參加了從台灣的華視「超級星期天」的日本人偶像小組的項目「超級動員令之日本美少女」。
- 2000年10月，根據6位參加者的跳舞和歌來審查，每週在網路投票遊戲的累積分數，最後與佐藤麻衣、 高垣朋子、五島千佳作為組合「Sunday Girls」正式開始在台灣的活動。
- 2001年9月，於F4演出的「流星花園」特別編「流星雨」美作篇做配角。
- 2006年2月，完成首次於台灣的緯來綜合台電視劇「我的兒子是老大」的演出。
- 2007年11月，以流行嘻哈組合「大嘴巴(DA MOUTH)」在亞洲各地進行音樂活動。
- 2009年3月，大嘴巴擔任電影《愛到底》之黃子佼執導的《第六號瀏海》開場白演員。
- 2009年5月，由日本時尚流行教主NIGO®製作下，將「大嘴巴DA Mouth」主唱愛紗與時尚音樂創作三人組「LOW JACK THREE」合體為新世代電音流行組合「PEOPLE EVERYDAY」。

## 音樂作品

### Sunday Girls時期
| 發行日期          | 專輯                                           | 唱片公司 |
| 2001年7月27日發售 | Sunday Girls「すきだよ喜歡你」（中日雙語專輯） | 豐華唱片 |

### 單曲
- 2003年2月24日發表，官渡之戰 - 國戰小歌姬「Winner go go go!」單曲。[7]
- 2018年11月18日發表個人單曲「梭哈 SO HOT」

### 大嘴巴時期
| 發行日期           | 專輯                                                                 | 唱片公司                                                                    |
| 2007年11月16日發售 | DA Mouth大嘴巴首張「Da Mouth大嘴巴同名專輯」同名專輯。               | 環球音樂                                                                    |
| 2008年5月21日發售  | 參與LOW JACK THREE日本新團體首張專輯，單曲INTO THE MIRROR填詞+演唱。 |                                                                             |
| 2008年12月19日發售 | DA Mouth大嘴巴第二張「王元口力口」。                                 | 環球音樂                                                                    |
| 2009年2月26日發售  | DA Mouth大嘴巴第二張「王元口力口」玩咖升級盤。                       | 環球音樂                                                                    |
| 2009年2月26日發售  | DA Mouth大嘴巴第二張「王元口力口」限量隱藏版。                       | 環球音樂                                                                    |
| 2009年3月6日發售   | DA Mouth大嘴巴首張日文專輯「結局、どうなの~? 」。                    | 環球音樂                                                                    |
| 2009年5月27日發售  | PEOPLE EVERYDAY首張專輯「UNIVERSE銀河系」。                          | 台壓版6月12日環球音樂發行                                                   |
| 2010年1月23日發售  | DA Mouth大嘴巴第三張「万凸3」。                                      | 環球音樂                                                                    |
| 2010年10月8日發售  | DA Mouth大嘴巴新歌加精選《首部曲》。                                 | 環球音樂。其中愛紗更遠赴日本，向青山黛瑪邀歌，兩人一同合唱《Secret Life》。 |
| 2012年4月20日發售  | DA Mouth大嘴巴第四張《流感》專輯。                                   | 環球音樂發行。                                                              |
| 2015年5月8日發售   | DA Mouth大嘴巴第五張【有事嗎？】專輯。                               | 環球音樂發行。                                                              |

## 出版作品

### 書籍
| 年份          | 書名                        | 出版社     | ISBN               |
| 2003年9月10日 | 愛紗的和風便當              | iDO平裝本  | ISBN 9578034385    |
| 2008年6月13日 | 朝顏美人-愛紗的一週美麗日課 | 皇冠平裝本 | ISBN 9789578036963 |
| 2009年7月15日 | 大嘴巴YES沖繩！             | 凱特文化   | ISBN 9789866606526 |
| 2012年12月5日 | 愛紗の日語異想世界          | 捷徑文化   | ISBN 9789866010460 |

## 演出作品

### 電視劇
| 年份 | 頻道            | 劇名           | 飾演                                     |
| 2001 | 華視            | 流星雨之美作篇 |                                          |
| 2001 | 華視            | 貧窮貴公子     |                                          |
| 2002 | 華視            | 麻辣鮮師       | 小愛                                     |
| 2002 | 中視            | 慾望六人行     |                                          |
| 2003 | 台視            | 薔薇之戀       | 瑪麗                                     |
| 2003 | 華視、三立      | 千金百分百     | 檳榔西施                                 |
| 2006 | 緯來綜合台      | 我的兒子是老大 | 許小麗                                   |
| 2007 | 中視、八大、TVB | 惡作劇2吻      | 瑪麗                                     |
| 2014 | FOX             | 辛普森家庭     | Kumiko Albertson(台譯：千田愛紗子)(配音) |

### 電影
| 年份   | 片名           | 飾演         |
| 2013年 | 聽見下雨的聲音 | 文化節日本隊 |

## 主持作品

### 電視
- 2017年中天娛樂台《勇闖日本秘境第二季》女主持人
- 2017年衛視中文台《歌神請上車》與陳漢典、小8、阿達共同主持
- 2019年民視第一台《旅日達人秘笈》與吳怡霈共同主持
- 2021年ETtoday新聞雲、ETtoday星光雲、東森綜合台、東森超視、YouTube頻道《Be The One A級戰場 》Carry夥伴
- 2022年TVBS歡樂台、Line TV《原子少年Atom Boyz》助力導師
- 2023年緯來綜合台、MyVideo《菜鳥老闆來上工之快炒特工》與風田、洋洋、大軍搭檔主持
- 2023年TVBS歡樂台、中視主頻、TVBS精采台《未來少女》 少女見證人

## 獎項紀錄
| 年份 | 典禮類型                 | 獎項                   | 片名                       | 結果 |
| ---- | ------------------------ | ---------------------- | -------------------------- | ---- |
| 2008 | 第19屆金曲獎             | 最佳演唱組合獎         | 《Da Mouth大嘴巴同名專輯》 | 獲獎 |
| 2008 | 第7屆東南勁爆音樂榜      | 港台最受歡迎組合獎     | 《Da Mouth大嘴巴同名專輯》 | 獲獎 |
| 2008 | 第14屆新加坡金曲獎       | 最佳組合獎             | 《Da Mouth大嘴巴同名專輯》 | 獲獎 |
| 2008 | 第7屆新城國語力頒獎禮    | 新城國語力組合         | 《Da Mouth大嘴巴同名專輯》 | 獲獎 |
| 2009 | 第20屆金曲獎             | 最佳演唱組合獎         | 《王元口力口》             | 提名 |
| 2009 | 音樂飆榜年度頒獎典禮     | 華語20首年度金曲       | <永遠在身邊>               | 獲獎 |
| 2010 | 音樂飆榜年度頒獎典禮     | 華語20首年度金曲       | < 喇舌 >                   | 獲獎 |
| 2010 | 第10屆全球華語歌曲排行榜 | 最受歡迎合唱歌曲獎     | <辦不到>                   | 獲獎 |
| 2010 | 第10屆全球華語歌曲排行榜 | 最受歡迎團體獎         | 《萬凸3》                  | 獲獎 |
| 2010 | 年度媒體推薦             | 年度唱作實力團體獎     | 《萬凸3》                  | 獲獎 |
| 2010 | 年度媒體推薦             | 年度優秀舞台演繹獎     | 《萬凸3》                  | 獲獎 |
| 2010 | 年度媒體推薦             | 年度最受期待時尚團體獎 | 《萬凸3》                  | 獲獎 |
| 2010 | MusicRadio中國TOP排行榜  | 年度最佳團體團體獎     | 《萬凸3》                  | 獲獎 |
| 2011 | 第22屆金曲獎             | 最佳演唱組合獎         | 《萬凸3》                  | 獲獎 |

## 外部連結
- 千田愛紗 Aisa Senda的Facebook專頁
- 千田愛紗的Instagram帳戶
- YouTube上的千田愛紗頻道
- 千田愛紗的新浪微博
- 千田愛紗的X（前Twitter）
- 大嘴巴 Da Mouth的Facebook專頁
- 千田愛紗在互联网电影资料库（IMDb）上的資料（英文）
- 千田愛紗在香港影庫上的簡介